# 万場スキー場
万場スキー場（まんばスキーじょう）は、兵庫県豊岡市日高町万場にあるスキー場である。神鍋高原に位置しており、神鍋高原万場スキー場の名称も使用される。
マックアース系列の株式会社MEリゾート但馬が運営している（マックアースは営業協力）。

## 概要
神鍋山の外輪山に位置する。神鍋高原のスキー場では積雪量が多いのが特徴となっている。中級者・上級者向けのコースが全体の7割を占めている。
また、第4ペアリフトを経由して、奥神鍋スキー場と往来することもできる。

## コース
6つのコースと家族層・初心者向けの「ファミリーゲレンデ」がある。
- ファミリーゲレンデ（初心者向け）[1]

全長 500 m、最大斜度 13度、平均斜度 11度
- 林間コース（初級者・中級者向け）[1]

全長 450 m、平均斜度 10度
- センターホールゲレンデ（中級者・上級者向け）[1]

全長 600 m、平均斜度 23度
- ユートピア（中級者・上級者向け）[1]

全長 400 m、最大斜度 28度、平均斜度 17度
- トライアングルA（上級者向け）[1]

全長 300 m、最大斜度 32度、平均斜度 28度
- トライアングルB（中級者・上級者向け、奥神鍋スキー場との連絡コースが隣接）[1]

全長 350 m、平均斜度 30度
- トライアングルC（上級者向け）[1]

全長 200 m、平均斜度 30度

## 施設
- リフトなど：4本（ペアリフト3本、スカイエスカレーター1本）[1]
- レストラン数：2
- 駐車場：500台（平日無料、土日祝日は有料）[1]

## 交通アクセス
自動車
- E72 北近畿豊岡自動車道 日高神鍋高原ICより約15分[1]。

公共交通機関
- 西日本旅客鉄道（JR西日本）山陰本線 江原駅より全但バスで約25分[1]。